# 小山田弘子
小山田 弘子（おやまだ ひろこ、1987年8月2日 - ）は、北海道出身のタレント。身長155cm、B86・W58・H80。血液型はA型。Vivienne所属。
日本サッカー協会公認3級審判員、英語検定3級、漢字検定3級、剣道初段の資格をそれぞれ所持。
2007年1月から2008年12月7日まで芸能人女子フットサルチーム「chakuchaku J.b」に所属していた。
これとは他に、プライベートで別のフットサルチームにも所属している。